# Здравко Кајмаковић
Здравко Кајмаковић (Модран, Бијељина 10. октобар 1929 – Сарајево, 19. март 2009) је био југословенски и српски историчар умјетности, научни савјетник и редовни професор.

## Биографија
Основну школу завршио је у Доњој Трнови, а гимназију у Бијељини. Дипломирао је историју умјетности на Филозофском факултету у Београду 1955, гдје је и докторирао 1975. одбраном тезе Георгије Митрофановић. Био је запослен 1957–1987. у Републичком заводу за заштиту споменика културе и природних ријеткости СР Босне и Херцеговине у Сарајеву. Ту је прошао звања од конзерватора до научног савјетника. На Филозофском факултету у Сарајеву, на Одјељењу за општу књижевност и библиотекарство, предавао је 1976–1984. године. У звање ванредног професора изабран је 1976, а редовног 1981. године. Бавио се заштитом и научном обрадом споменика културе из средњовјековног и турског периода. Руководио je бројним конзерваторско- рестаураторским радовима (Добрун, Добрићево, Мостаћи, Савина, Фоча, Добој, Тешањ, Тријебањ, Завала, Ломница, Озрен, Папраћа, Рмањ, Гомионица). Учествовао је у преносу цркве са фрескама, помоћних објеката и гробова са споменицима манастира Добрићево, што је био први подухват те врсте код нас. Проучавао је историју српског сликарства у доба турске власти, посебно атрибуцију и датирање фресака, те је открио дотад непознате фреске у манастирима Рмањ и Гомионица. Бавио се и проблемом датирања православних манастира у сјевероисточној Босни, као и генезом стећака и проблемом поријекла мотива на њима. Био је комесар изложбе „Умјетност на тлу Југославије“, која је, послије представљања у Паризу (март–мај 1971), била постављена у Сарајеву (јул–септембар 1971). Као један од учесника научноистраживачког пројекта „Горње Подриње у доба Косача“, пронашао је три ранохришћанске базилике и остатке осам средњовјековних тврђава. Добитник је Двадесетседмојулске награде БиХ за допринос у области науке, умјетности и културе, те Ордена Светог Саве за допринос проучавању и очувању сакралних споменика српске културе.